# Discografia di XXXTentacion
La discografia di XXXTentacion, rapper statunitense, è composta da cinque album in studio, due mixtape come solista, quattro mixtape collaborativi, sette EP e 28 singoli (di cui tredici collaborazioni).
A giugno 2018, ha venduto oltre 25 milioni di unità equivalenti all'album negli Stati Uniti. XXXTentacion è stato premiato per le vendite di oltre 20 milioni di dischi dalla Recording Industry Association of America (RIAA).
Dopo la sua morte sono stati pubblicati gli album Skins (2018) e Bad Vibes Forever (2019) e il mixtape Members Only, Vol. 4 pubblicato dal collettivo hip hop di cui faceva parte. Dopo la sua morte sono stati anche pubblicati diversi singoli, di altri artisti, in cui XXXTentacion aveva collaborato.

## Album

### Album in studio
| Anno                                                                              | Titolo e dettagli | Posizioni massime in classifica | Posizioni massime in classifica | Posizioni massime in classifica | Posizioni massime in classifica | Posizioni massime in classifica | Posizioni massime in classifica | Posizioni massime in classifica | Posizioni massime in classifica | Posizioni massime in classifica | Vendite                                     | Certificazioni |
| Anno                                                                              | Titolo e dettagli | US                              | AUS                             | CAN                             | DAN                             | ITA                             | NOR                             | NZ                              | SVE                             | UK                              | Vendite                                     | Certificazioni |
| --------------------------------------------------------------------------------- | --- | ------------------------------- | ------------------------------- | ------------------------------- | ------------------------------- | ------------------------------- | ------------------------------- | ------------------------------- | ------------------------------- | ------------------------------- | ------------------------------------------- | --- |
| 2017                                                                              | 17 - Pubblicato: 25 agosto 2017 - Etichetta: Bad Vibes Forever, Empire - Formato: CD, LP, streaming audio, download digitale            | 2                               | 29                              | 2                               | 2                               | 3                               | 1                               | 2                               | 2                               | 11                              | - Stati Uniti: 18 000 - Regno Unito: 64 863 | - US : 2× Platino - CAN : Platino - DEN: Platino - ITA: Oro - NZ : Platino - UK: Oro                                      |
| 2018                                                                              | ? - Pubblicato: 16 marzo 2018 - Etichetta: Bad Vibes Forever, Empire, Caroline, Capitol - Formato: CD, LP, streaming, download digitale | 1                               | 2                               | 1                               | 1                               | 2                               | 1                               | 1                               | 1                               | 3                               | - Stati Uniti: 94 000 - Regno Unito: 38 321 | - US: 3× Platino - AUS: Oro - CAN: Platino - DEN: Oro - ITA: 2× Platino - NOR: 2× Platino - NZ: 2× Platino - SVE: Platino |
| 2018                                                                              | Skins - Pubblicato: 7 dicembre 2018 - Etichetta: Bad Vibes Forever, Empire - Formato: CD, LP, streaming, download digitale              | 1                               | 8                               | 4                               | 5                               | 42                              | 1                               | 9                               | 1                               | 29                              | - Stati Uniti: 52 000                       | - US: Oro - UK: Argento                                                                                                   |
| 2019                                                                              | Bad Vibes Forever - Pubblicato: 6 dicembre 2019 - Etichetta: Bad Vibes Forever, Empire - Formato: CD, LP, streaming, download digitale  | 5                               | —                               | 11                              | 15                              | 70                              | 15                              | 25                              | —                               | 53                              | - Stati Uniti: 18 000                       | - UK: Argento |
| 2022                                                                              | Look at Me: The Album - Pubblicato: 10 giugno 2022 - Etichetta: Bad Vibes Forever, Columbia - Formato: CD, streaming, download digitale | 17                              | 15                              | 11                              | —                               | —                               | 19                              | 7                               | —                               | 23                              | - Stati Uniti: 19 000                       | - UK: Platino - NZ: Platino - FRA: Oro                                                                                    |
| "—" indica un brano non entrato in classifica o non pubblicato in quel territorio | |                                 |                                 |                                 |                                 |                                 |                                 |                                 |                                 |                                 |                                             | |

### Mixtape
| Anno                                                                              | Titolo e dettagli                                                                     | Posizioni massime in classifica | Posizioni massime in classifica | Posizioni massime in classifica | Posizioni massime in classifica | Certificazioni |
| Anno                                                                              | Titolo e dettagli                                                                     | US                              | CAN                             | DAN                             | SVE                             | Certificazioni |
| --------------------------------------------------------------------------------- | ------------------------------------------------------------------------------------- | ------------------------------- | ------------------------------- | ------------------------------- | ------------------------------- | -------------- |
| 2014                                                                              | XXX - Pubblicato: 5 marzo 2014 - Etichetta: autoprodotta - Formato: download digitale | —                               | —                               | —                               | —                               |                |
| 2017                                                                              | Revenge - Pubblicato: 16 maggio 2017 - Etichetta: Empire - Formato: download digitale | 28                              | 36                              | 31                              | 42                              | - US: Oro      |
| "—" indica un brano non entrato in classifica o non pubblicato in quel territorio |                                                                                       |                                 |                                 |                                 |                                 |                |

### Mixtape collaborativi
| Anno                                                                              | Titolo e dettagli | Posizioni massime in classifica | Posizioni massime in classifica | Posizioni massime in classifica | Posizioni massime in classifica | Posizioni massime in classifica | Posizioni massime in classifica | Posizioni massime in classifica | Posizioni massime in classifica | Posizioni massime in classifica |
| Anno                                                                              | Titolo e dettagli | US                              | CAN                             | DAN                             | NLD                             | FIN                             | FRA                             | NOR                             | NZ                              | SVE                             |
| --------------------------------------------------------------------------------- | --- | ------------------------------- | ------------------------------- | ------------------------------- | ------------------------------- | ------------------------------- | ------------------------------- | ------------------------------- | ------------------------------- | ------------------------------- |
| 2015                                                                              | The Nobodys (con Ski Mask the Slump God e YXXXNZ) - Pubblicato: gennaio 2015 - Etichetta: autoprodotto - Formato: download digitale                           | —                               | —                               | —                               | —                               | —                               | —                               | —                               | —                               | —                               |
| 2015                                                                              | Members Only, Vol. 1 (con Ski Mask the Slump God) - Pubblicato: 21 aprile 2015 - Etichetta: autoprodotto - Formato: download digitale                         | —                               | —                               | —                               | —                               | —                               | —                               | —                               | —                               | —                               |
| 2015                                                                              | Members Only, Vol. 2 (come membro dei Members Only) - Pubblicato: 23 ottobre 2015 - Etichetta: autoprodotto - Formato: download digitale                      | —                               | —                               | —                               | —                               | —                               | —                               | —                               | —                               | —                               |
| 2017                                                                              | Members Only, Vol. 3 (come membro dei Members Only) - Pubblicato: 26 giugno 2017 - Etichetta: autoprodotto - Formato: LP, download digitale                   | —                               | —                               | —                               | 127                             | —                               | —                               | —                               | —                               | —                               |
| 2019                                                                              | XXXTentacion presents: Members Only, Vol. 4 (come membro dei Members Only) - Pubblicato: 23 gennaio 2019 - Etichetta: Empire - Formato: LP, download digitale | 18                              | 15                              | 25                              | 39                              | 48                              | 100                             | 32                              | 29                              | 71                              |
| "—" indica un brano non entrato in classifica o non pubblicato in quel territorio | |                                 |                                 |                                 |                                 |                                 |                                 |                                 |                                 |                                 |

## Extended play
| Anno | Titolo e dettagli |
| ---- | --- |
| 2014 | Ice Hotel - Pubblicato: 11 maggio 2014 - Etichetta: autoprodotto - Formato: download digitale                               |
| 2015 | The Fall - Pubblicato: 21 novembre 2014 - Etichetta: autoprodotto - Formato: download digitale                              |
| 2015 | Rare - Pubblicato: 1 dicembre 2014 - Etichetta: autoprodotto - Formato: download digitale                                   |
| 2015 | Heartbreak Hotel - Pubblicato: 3 febbraio 2015 - Etichetta: autoprodotto - Formato: download digitale                       |
| 2016 | ItWasntEnough - Pubblicato: 18 marzo 2016 - Etichetta: autoprodotto - Formato: download digitale                            |
| 2016 | Willy Wonka Was a Child Murderer - Pubblicato: 28 aprile 2016 - Etichetta: autoprodotto - Formato: download digitale        |
| 2017 | A Ghetto Christmas Carol - Pubblicato: 11 dicembre 2017 - Etichetta: Bad Vibes Forever, Empire - Formato: download digitale |

## Singoli

### Come artista principale
| Anno                                                                              | Singolo                                                    | Posizioni massime in classifica | Posizioni massime in classifica | Posizioni massime in classifica | Posizioni massime in classifica | Posizioni massime in classifica | Posizioni massime in classifica | Posizioni massime in classifica | Posizioni massime in classifica | Posizioni massime in classifica | Certificazioni | Album                                       |
| Anno                                                                              | Singolo                                                    | US                              | US R&B /HH                      | AUS                             | CAN                             | ITA                             | NZ                              | SWE                             | SWI                             | UK                              | Certificazioni | Album                                       |
| --------------------------------------------------------------------------------- | ---------------------------------------------------------- | ------------------------------- | ------------------------------- | ------------------------------- | ------------------------------- | ------------------------------- | ------------------------------- | ------------------------------- | ------------------------------- | ------------------------------- | --- | ------------------------------------------- |
| 2016                                                                              | Look at Me!                                                | 34                              | 18                              | —                               | 33                              | 98                              | —                               | 79                              | 50                              | 95                              | - US: 2× Platino - DEN: Oro - ITA: Platino - UK: Oro                                                                                | Revenge                                     |
| 2017                                                                              | What in XXXTarnation (con Ski Mask the Slump God)          | —                               | —                               | —                               | —                               | —                               | —                               | —                               | —                               | —                               | | Members Only, Vol. 3                        |
| 2017                                                                              | Gospel (con Rich Brian e Keith Ape)                        | —                               | —                               | —                               | —                               | —                               | —                               | —                               | —                               | —                               | | /                                           |
| 2017                                                                              | Revenge                                                    | 77                              | 37                              | —                               | 80                              | 69                              | —                               | —                               | —                               | —                               | - UK: Argento | 17                                          |
| 2017                                                                              | Jocelyn Flores                                             | 19                              | 13                              | 8                               | 14                              | 30                              | 4                               | 7                               | 21                              | 39                              | - US: 5× Platino - DEN: Platino - ITA: Platino - NZ: Platino - UK: Platino                                                          | 17                                          |
| 2017                                                                              | Fuck Love (feat. Trippie Redd)                             | 28                              | 18                              | —                               | 31                              | 63                              | 19                              | 35                              | 48                              | 89                              | - US: 6× Platino - DEN: Oro - ITA: Platino - NZ: Oro - UK: Oro                                                                      | 17                                          |
| 2018                                                                              | Sad!                                                       | 1                               | 1                               | 4                               | 2                               | 17                              | 3                               | 3                               | 4                               | 5                               | - US: 9× Platino - AUS: 2× Platino - CAN: 3× Platino - DEN: 2× Platino - ITA: Platino - NZ: Platino - SVE: 2× Platino - UK: Platino | ?                                           |
| 2018                                                                              | Changes                                                    | 18                              | 12                              | 15                              | 15                              | 33                              | 11                              | 6                               | 9                               | 22                              | - US: 3× Platino - AUS: Oro - CAN: Platino - ITA: Platino - NZ: Oro - SVE: Platino - UK: Oro                                        | ?                                           |
| 2018                                                                              | Moonlight                                                  | 13                              | 9                               | —                               | 10                              | 32                              | 8                               | 13                              | 11                              | 17                              | - US: 6× Platino - CAN: Platino - ITA: Platino - NZ: Platino - SVE: Platino - UK: Oro                                               | ?                                           |
| 2018                                                                              | Falling Down (con Lil Peep)                                | 13                              | —                               | 7                               | 5                               | 29                              | 1                               | 1                               | 9                               | 10                              | - US: Platino - AUS: Platino - ITA: Oro - NZ: Oro                                                                                   | Come Over When You're Sober, Pt. 2          |
| 2018                                                                              | Arms Around You (con Lil Pump, Maluma e Swae Lee)          | 28                              | 16                              | 14                              | 13                              | 13                              | 15                              | 8                               | 5                               | 14                              | - US: Platino - AUS: Platino - DEN: Oro - ITA: Oro - NZ: Oro                                                                        | /                                           |
| 2018                                                                              | Bad!                                                       | 16                              | 7                               | 31                              | 10                              | 74                              | 25                              | 21                              | 29                              | 23                              | - US: Platino | Skins                                       |
| 2019                                                                              | Run It Back! (con Craig Xen)                               | —                               | —                               | —                               | —                               | —                               | —                               | —                               | —                               | —                               | | Broken Kids Club                            |
| 2019                                                                              | Royalty (feat. Ky-Mani Marley, Stefflon Don e Vybz Kartel) | —                               | 57                              | —                               | —                               | —                               | —                               | —                               | —                               | —                               | | Bad Vibes Forever                           |
| 2019                                                                              | #ProudCatOwnerRemix (feat. Rico Nasty)                     | —                               | —                               | —                               | —                               | —                               | —                               | —                               | —                               | —                               | | Bad Vibes Forever                           |
| 2019                                                                              | Hearteater                                                 | 85                              | 39                              | —                               | 85                              | —                               | —                               | —                               | —                               | —                               | | Bad Vibes Forever                           |
| 2019                                                                              | Bad Vibes Forever (feat. PnB Rock e Trippie Redd)          | —                               | —                               | —                               | —                               | —                               | —                               | —                               | —                               | —                               | | Bad Vibes Forever                           |
| 2020                                                                              | Riot                                                       | —                               | —                               | —                               | —                               | —                               | 1                               | —                               | —                               | —                               | | /                                           |
| 2022                                                                              | Vice City                                                  | 89                              | —                               | —                               | —                               | —                               | 5                               | —                               | —                               | —                               | - US: Oro - NZ: Oro | Look at Me: The Album                       |
| 2022                                                                              | True Love (con Kanye West)                                 | 22                              | —                               | 21                              | 21                              | —                               | 19                              | 64                              | 39                              | 31                              | - UK: Argento - NZ: Oro | Look at Me: The Album                       |
| 2022                                                                              | WitDemDicks!                                               | —                               | —                               | —                               | —                               | —                               | —                               | —                               | —                               | —                               | | /                                           |
| 2023                                                                              | I'm Not Human (con Lil Uzi Vert)                           | —                               | —                               | —                               | —                               | —                               | 21                              | —                               | —                               | —                               | | /                                           |
| 2023                                                                              | Very Rare Forever Freestyle                                | —                               | —                               | —                               | —                               | —                               | —                               | —                               | —                               | —                               | | /                                           |
| 2023                                                                              | Let's Pretend We're Numb                                   | —                               | —                               | —                               | —                               | —                               | —                               | —                               | —                               | —                               | | /                                           |
| 2023                                                                              | Emoji (con Ronny J)                                        | —                               | —                               | —                               | —                               | —                               | —                               | —                               | —                               | —                               | | Charged Up                                  |
| 2024                                                                              | Teeth (Interlude)                                          | —                               | —                               | —                               | —                               | —                               | —                               | —                               | —                               | —                               | | /                                           |
| 2025                                                                              | Whoa (Mind in Awe) (Remix) (con Juice Wrld)                | —                               | —                               | —                               | —                               | —                               | —                               | —                               | —                               | —                               | | /                                           |
| 2025                                                                              | The Way (con Juice Wrld)                                   | —                               | —                               | —                               | —                               | —                               | —                               | —                               | —                               | —                               | | Legends Never Die (5th Anniversary Edition) |
| "—" indica un brano non entrato in classifica o non pubblicato in quel territorio |                                                            |                                 |                                 |                                 |                                 |                                 |                                 |                                 |                                 |                                 | |                                             |

### Singoli promozionali
| Anno | Titolo | Classifiche | Classifiche | Classifiche | Classifiche | Certificazioni    | Album di provenienza |
| Anno | Titolo | USA         | CAN         | SWE         | SWI         | Certificazioni    | Album di provenienza |
| ---- | ------ | ----------- | ----------- | ----------- | ----------- | ----------------- | -------------------- |
| 2018 | Hope   | 70          | 68          | 84          | 99          | - US: Platino (5) | ?                    |

## Videografia

### Video musicali
| Titolo             | Data di pubblicazione | Regista           | Nota    |
| ------------------ | --------------------- | ----------------- | ------- |
| Look At Me! / Riot | 12 settembre 2017     | JMP, XXXTentacion | [ 94 ]  |
| Sad!               | 28 giugno 2018        | JMP, XXXTentacion | [ 95 ]  |
| Moonlight          | 30 settembre 2018     | JMP, XXXTentacion | [ 96 ]  |
| Arms Around You    | 12 novembre 2018      | James Lerese      | [ 97 ]  |
| One Minute         | 7 dicembre 2018       | JJ Villard        | [ 98 ]  |
| Bad!               | 15 dicembre 2018      | Tristan Zammit    | [ 99 ]  |
| Sauce!             | 15 febbraio 2019      | Tristan Zammit    | [ 100 ] |
| Royalty            | 2 ottobre 2019        | Damian Fyffe      | [ 101 ] |
| Hearteater         | 25 ottobre 2019       | JMP               | [ 102 ] |